# منطقه‌های کردنشین
منطقه‌های کردنشین، به مجموعهٔ مناطق کردزبان در کشورهای ایران، ترکیه، عراق و سوریه گفته می‌شود.
استانهایی که کُردها در آنها زندگی می‌کنند شامل استان‌های کردستان، ایلام، کرمانشاه، آذربایجان غربی و خراسان شمالی می‌باشد. سایر کردهای جهان در کردستان ترکیه، کردستان عراق و کردستان سوریه زندگی می‌کنند.

## در ایران
بخش‌های کردنشین ایران شامل استان‌های کردستان، کرمانشاه، ایلام و آذربایجان غربی، و خراسان شمالی می‌باشد.
در منطقه خراسان نیز مناطق کردزبان وجود دارند که مردم به کردی کرمانجی صحبت می‌کنند که از این میان می‌توان به مناطق: قوچان، شیروان، بجنورد، اسفراین، درگز، چناران و باجگیران اشاره نمود.

## در عراق
کردستان عراق شامل استان‌های اربیل، سلیمانیه، حلبچه، موصل، دهوک، کرکوک و همچنین شهر خانقین سکونت دارند.

## در ترکیه

رنگ قرمز درصد جمعیت کرد نسبت به باقی جمعیت ترکیه در مناطق است (قرمز کمرنگ نشان‌گر درصد جمعیت پایین‌تر می‌باشد)

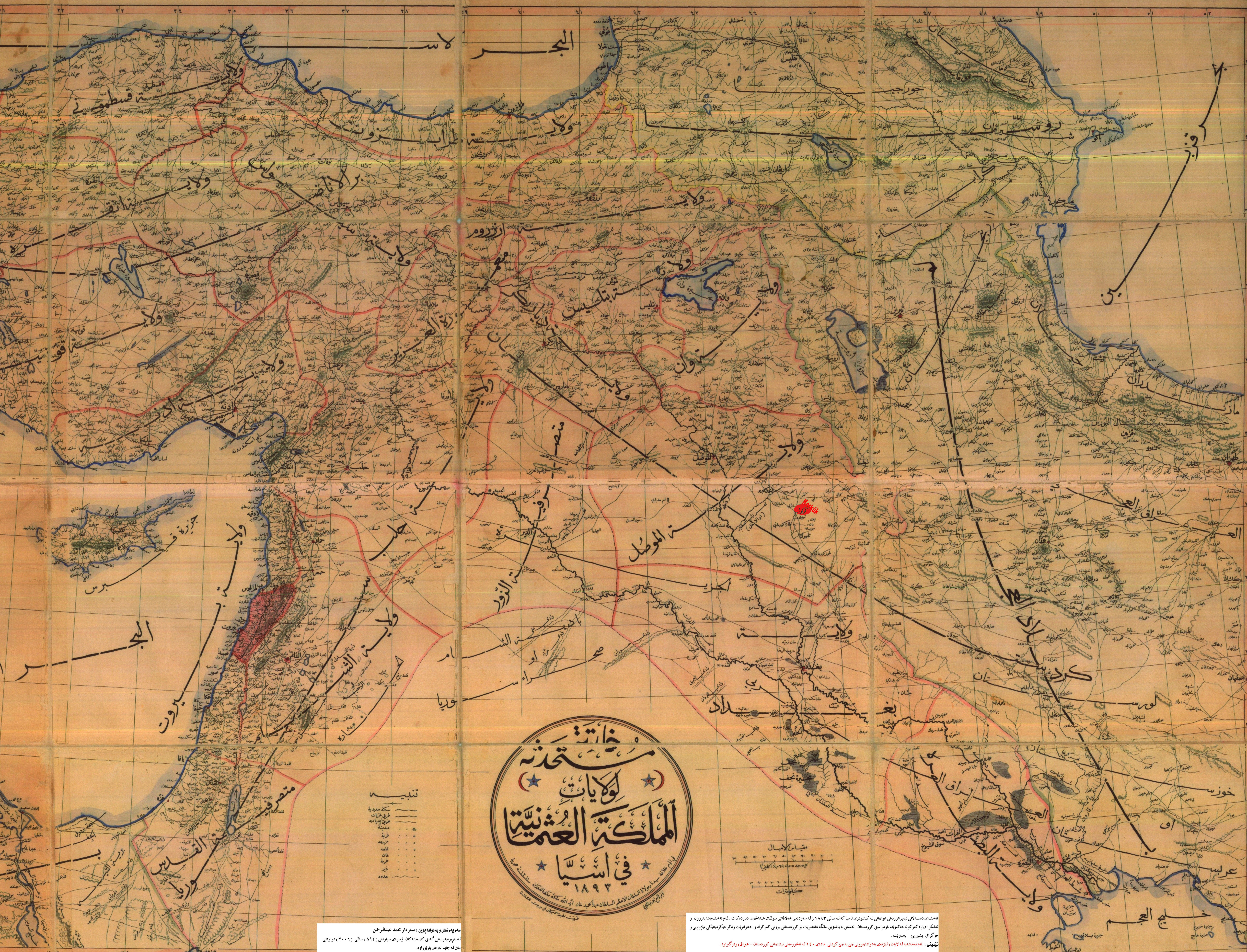
نقشه مربوط به دوره عثمانی که مناطق کردنشین نیز در آن قرار گرفته‌اند مربوط به سال ۱۸۹۳ میلادی

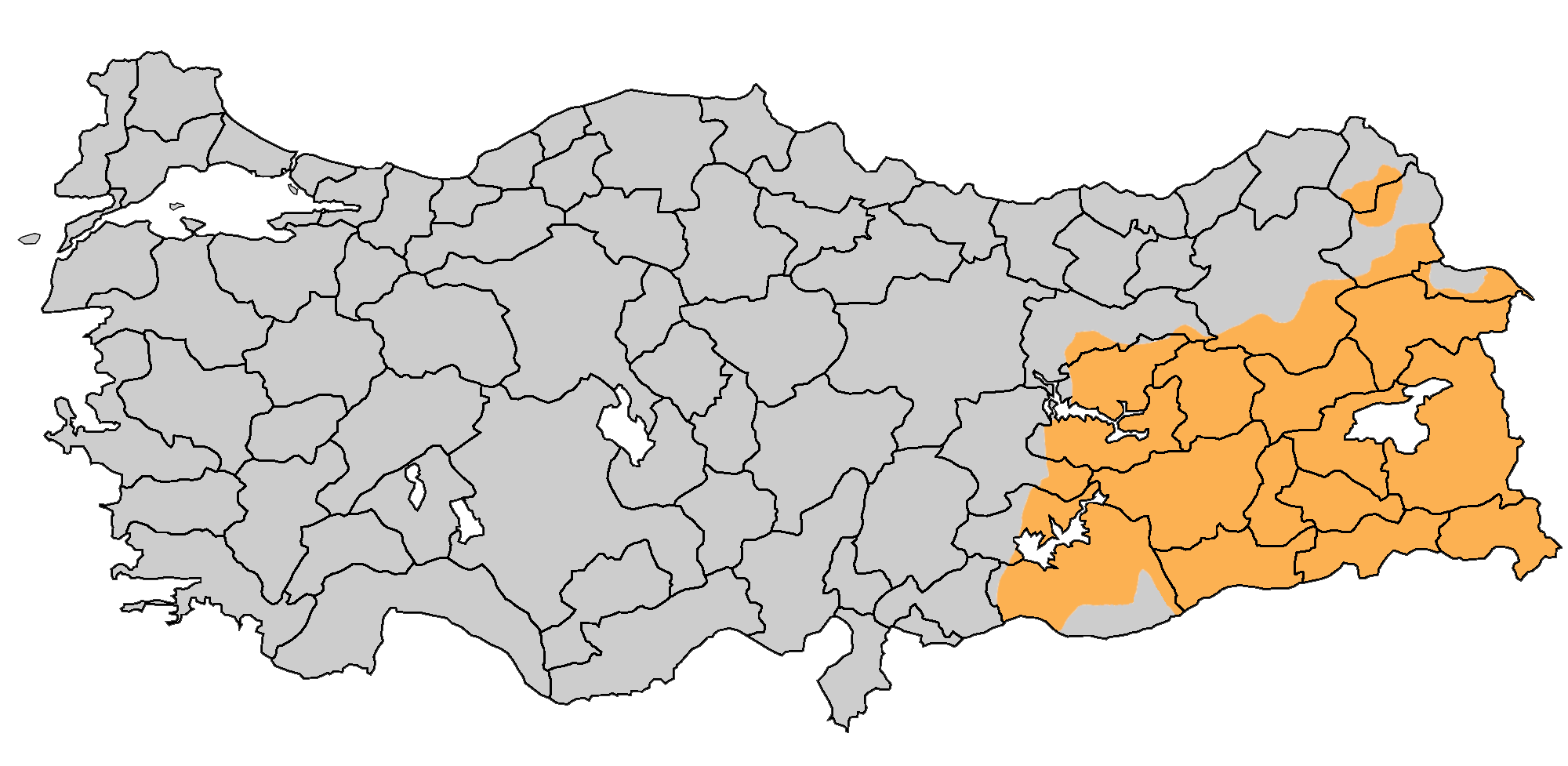
نقشهٔ مناطق کردنشین ترکیه در سال ۱۹۹۲ میلادی (بر اساس نقشهٔ سیا)

کردستان ترکیه در جنوب و جنوب‌شرق و شرق این کشور و در مجاورت با کشورهای ایران، عراق و سوریه می‌باشد.

## در سوریه

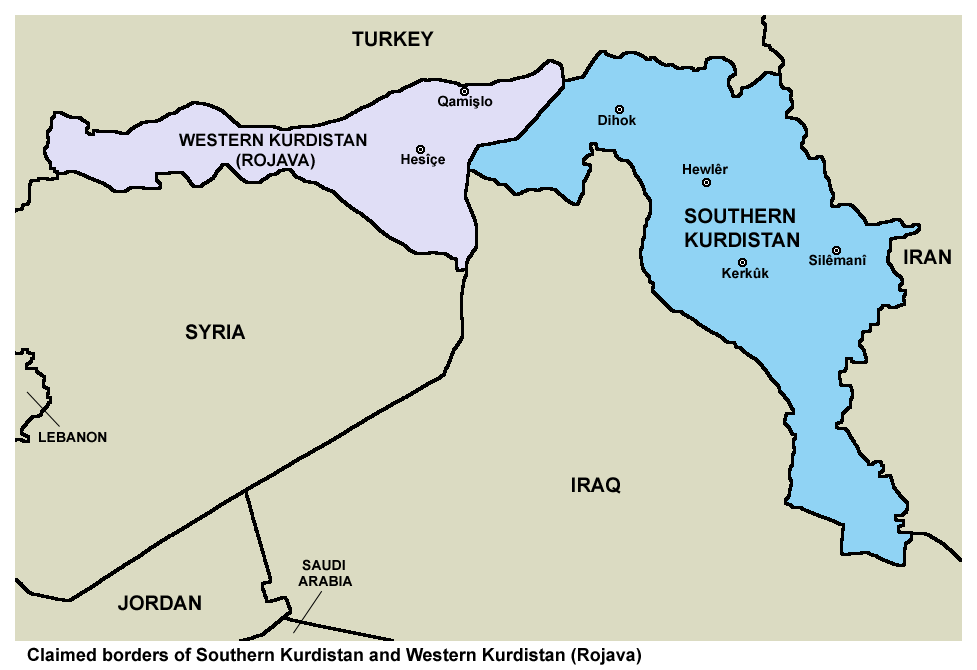
نقشه مرزهای مورد ادعای کردستان جنوبی (کردستان عراق) و کردستان غربی (کردستان سوریه) را نشان می‌دهد

کردستان سوریه بخش کردنشین در شمال سوریه می‌باشد که بخشی از استان‌های حسکه، رقه، حلب را در بر می‌گیرد. البته مناطق عفرین نیز کُردنشین بوده که در چند سال اخیر پاکسازی قومی در آن صورت گرفته.